# Pasarela de Sant Pere
La pasarela de Sant Pere, también conocida como pasarela de la Seo de Égara o pasarela de Vallparadís, es un puente peatonal situado en el parque de Vallparadís de Tarrasa (Barcelona). Cruza el torrente de Monner y da acceso al conjunto monumental de las iglesias de San Pedro de Tarrasa. En el momento de su inauguración en el 2004 fue la banda tesa de mayor luz de España, 80 m, hasta que en el 2014 se abrió al público en Valladolid la pasarela de Pedro Gómez Bosque de 86 m.

## Historia
El parque de Vallparadís está formado por el torrente del mismo nombre y los dos que lo alimentan: el de “les Bruixes” y el de Monner. En el vértice de la confluencia y a caballo de los dos torrentes generadores se sitúa el Conjunto monumental de las Iglesias de San Pedro de Тerrassa, lugar sacro con un registro histórico de población humana sin interrupción desde el siglo I d. C..
Desde el siglo XVI el acceso a las iglesias desde el centro urbano se realiza por el Puente de Sant Pere, magnífica serie de arcos de mampostería, sobre el torrente de “les Bruixes”. La pasarela sirve para conectar sobre el torrente de Monner.
En 1995 el Ayuntamiento convocó un concurso de ideas sobre la articulación urbanística de toda la zona, concurso que incluía el tratamiento del conjunto monumental-arqueológico, la creación de un nuevo museo y, entre otras piezas, la solución del paso peatonal sobre el torrente que no lo tenía resuelto. Dicho concurso multidisplicinar fue ganado un equipo pluridisciplinar formado por Enginyeria Reventós, SL y RGA arquitectos. 

## Descripción de la obra

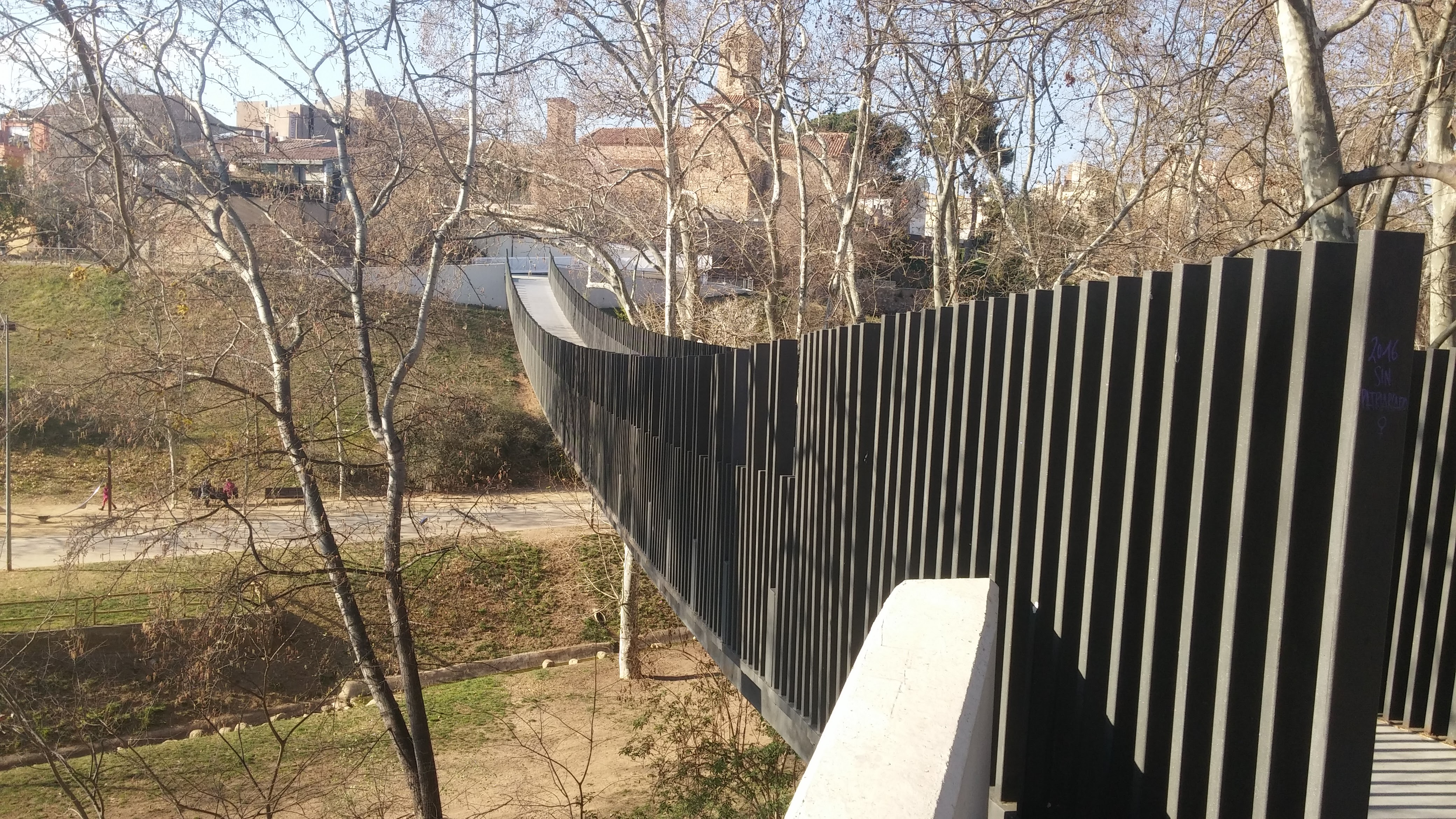
Vista general de la Pasarela de Sant Pere, situada en Tarrasa

La solución mediante una banda tesa resuelve perfectamente el respeto al Parque ya que no exigía actuación alguna sobre el mismo, la pasarela pasa entre plátanos de hasta 40 m de altura sin tocarlos.
El tablero de la pasarela tiene 2,70 m de ancho y las barandillas están formadas exclusivamente por montantes verticales de alturas desiguales para permitir las visuales del usuario sobre el Parque; en el pie de la barandilla se integra el balizamiento-iluminación. En los extremos hay unas puertas pivotantes que permiten el cierre de la pasarela.

## Estructura
La pasarela salva una luz libre de 80 m, tiene una anchura de 2,70 m y un canto de sólo 27 cm, la esbeltez del tablero corresponde a la luz partido por 300 (L/300). La flecha central a tiempo infinito es de 1,67 m (L/48) y tiene un desnivel entre puntos de arranque de 1,80 m.
Los cables portantes constan de dos familias de 24 cordones Ø0,6”, de los cables se suspenden las piezas prefabricadas que conforman el tablero. Las piezas son de hormigón HA-45 y tienen una longitud de 2,35 m. Las piezas se han prefabricado completamente en planta especializada y se han transportado en obra para montarlas. El canto del tablero es de 20 cm en los laterales de la losa, donde discurren los cables portantes, y de 17 cm en el centro donde se dispone el pretensado (10 tendones de 7 cordones Ø0,6”).
Los cables portantes se sitúan dentro de dos “canales” longitudinales a ambos lados de la pieza que permiten, mediante pasadores metálicos, colgar las piezas de los cables durante el montaje. Los canales tienen las superficies rugosas para favorecer la conexión entre el hormigón prefabricado y el hormigón de relleno.
En los extremos, en los 4,70 m adyacentes a cada estribo, la pasarela pasa a tener canto variable entre 27 cm y 67 cm para resistir los esfuerzos parásitos del empotramiento. A diferencia del resto del tablero, esta zona se realiza “in situ”. Del mismo modo, las juntas entre losas y los canales se rellenan con mortero u hormigón con la misma resistencia que el hormigón base. 
Todos los cables se anclan en los estribos, que son de hormigón armado. Estos se cimientan sobre un bípode enterrado formado por dos pantallas traseras de 4,50 x 0,60 m situadas a ambos laterales del estribo y frontalmente sobre una familia de 12 micropilotes inclinados que forman un ángulo de 40° con la horizontal. La fuerza horizontal sobre el muerto (aproximadamente unas 1300 toneladas) se absorbe comprimiendo los micropilotes y por acción conjunta de tracción y flexión de las pantallas que transmiten la tracción al terreno por rozamiento. Las pantallas penetran 9,5 m y 8,25 m en el estrato terciario (una arcilla dura). Los micropilotes están formados por un tubo anular Ø120/100 mm y una barra interior de 40 mm con una carga nominal admisible de 156,2 T, su diámetro de perforación es de 200 mm y el bulbo de anclaje (zona resistente considerada) tiene 15 m, todos ellos dentro del estrato terciario.

## Construcción
La construcción se terminó el junio de 2004, fue a cargo de la empresa contratista ACSA AGBAR Construcción. Las losas prefabricadas fueron ejecutadas por Prenava y el pretensado corrió a cargo de Mekano 4.
El presupuesto de la obra (IVA incluido) ha resultado de 781 203,50 €. Teniendo en cuenta que la superficie de la pasarela es de 216 m² resultan 3616,68 €/m² de los que más de un tercio corresponde a los acabados arquitectónicos y parte a los accesos.
El proceso constructivo de la pasarela fue el siguiente:
1. Construcción del encofrado para las losas prefabricadas.
2. Prefabricación de losas en taller.
3. Derribos y explanaciones.
4. Ejecución de los micropilotes de los estribos.
5. Ejecución de las pantallas de los estribos.
6. Encofrado, ferrallado y hormigonado de los estribos-muertos de anclaje.
7. Lanzamiento de los cables portantes con dos cabrestantes.
8. Tesado de los cables portantes hasta la posición de partida.
9. Colocación de las piezas prefabricadas sobre los cables portantes en un extremo y ripado de cada pieza hasta su posición definitiva deslizándola sobre los cables portantes por acción de los cabrestantes.
10. Retesado de cables portantes.
11. Enfilado de cables de pretensado, hormigonado de canales, juntas y extremos.
12. Pretensado del tablero e inyección de vainas.
13. Prueba de carga.
14. Acabados: imposta, barandilla y pavimentos.
15. Instalaciones de iluminación y sonido.
16. Inauguración.

## Premios
- Congreso Footbridge 2005, Venezia. Footbridge Awards 2005. Ganador en la categoría de Estética (gran luz).[1]
- Catalunya Construcción 2005. Ganador en la categoría de Innovación.[2]
- Premio Biennal del Vallés 2005. Ganador en la categoría de espacios exteriores.[2]
- Premio Bonaplata 2004. Edificio Industrial. Colegio Ingenieros Industriales de Cataluña.[2]

Menciones y finalista en:
- IX Bienal Española Arquitectura y Urbanismo 2007. Mención especial a la accesibilidad.[3]
- Premio Construmat 2005. Mención en la categoría de Ingeniería civil.[4]
- Premio FAD 2005. Finalista en la categoría de Espacios exteriores.[2]
- Premio Internacional Puente de Alcántara 2002-2004. Diploma.[2]
- Premio Internacional del Paisaje Rosa Barba 2005. Seleccionado.[2]